# U.S. Route 27
La Ruta 27 o U.S. Route 27 (US 27) es una carretera federal de sentido este–sur ubicada en la parte sur y medio oeste de los Estados Unidos. El extremo sur se encuentra en la U.S. Route 1 en Miami, Florida. Su extremo norte se encuentra en la Interestatal 69 en Fort Wayne, Indiana. Desde Miami la autovía recorre todo el centro de la Florida, después gira al oeste en Tallahassee, Florida, luego al norte pasando por las ciudades de Columbus, Georgia; Rome, Georgia; Chattanooga, Tennessee; Lexington, Kentucky; Cincinnati, Ohio; Oxford, Ohio; Richmond, Indiana y Fort Wayne, Indiana. Anteriormente se extendía desde Lansing, Míchigan, a Cheboygan, Mackinaw City, y durante 3 años se conectaba con St. Ignace.

## Rutas relacionadas
- U.S. Route 127
- U.S. Route 227